# Bom Jesus de Goiás
Município de Bom Jesus é um município brasileiro do estado de Goiás. Pertencente ao sul goiano e à Microrregião do Meia Ponte, localiza-se ao sul de Goiânia, capital do estado. Segundo o Instituto Brasileiro de Geografia e Estatística, sua população em 2020 era de 25 648 habitantes, possui uma frota de 17.437 veículos segundo dados de 2022.

## Subdivisões

### Regiões administrativas
- Povoado do Brejo Bonito

### Bairros
Bom Jesus de Goiás possui os seguintes bairros: Alvorada, Aníbal Lima, Antônio Florindo de Oliveira, Arco-Iris, Central, Cohab, Dona Eleontina, Dona Josina, Morada Nova, Olímpia, Popular, Rosa Maria, Vila Maria, Vila Saraiva, Vila União, Vila Mutirão, Bela Vista, Tropical e Luiz Carlos de Oliveira